# 阿基坦王國
阿基坦王国（Royaume d'Aquitaine），又称“图卢兹王国”（Royaume de Toulouse）是一个中世纪的君主国家，其所在位置包括今法国西南部的大部分地区。该王国由查理曼建立，成立于公元781年，于877年被并入西法兰克王国。